# ميكيتا فيلوباو
ميكيتا فيلوباو (مواليد 30 يوليو 1995) هو لاعب كرة يد بيلاروسي يلعب في مركز الجناح الأيمن في نادي ميشكوف برست.

## روابط خارجية
- ميكيتا فيلوباو على موقع الاتحاد الأوروبي لكرة اليد (الإنجليزية)